# Sierra Vista Southeast, Arizona
Sierra Vista Southeast je naseljeno područje za statističke svrhe u američkoj saveznoj državi Arizona. Prema popisu stanovništva iz 2010. u njemu je živjelo 14,797 stanovnika.